# São Valentim (districte de Santa Maria)
São Valentim és un dels deu districtes en què es divideix la ciutat de Santa Maria, a l'estat brasiler de Rio Grande do Sul. Limita amb els districtes Boca do Monte, Pains, Santa Flora, Sede, i, el municipi de Dilermando de Aguiar.'

## Barris
El districte es divideix en les següents barris:
1. São Valentim